# Philips Stadion
El Philips Stadion (conocido como PSV Stadion para competiciones de la UEFA) es un estadio de fútbol ubicado en la ciudad de Eindhoven, provincia de Brabante Septentrional, Países Bajos. Fue inaugurado el 12 de diciembre de 1910 como Philips Sportpark, y se localiza en el complejo de Philipsdorp, al interior del complejo de la compañía Philips. Es utilizado por el PSV Eindhoven, club de la Eredivisie, máxima categoría del fútbol neerlandés.

## Historia
Fue inaugurado el 31 de agosto de 1913, en el año 1933, su capacidad era solamente para 3.000 espectadores, y siguió siendo ese tamaño hasta su extensión en 1941 a 18 000 espectadores. Los días finales de la Segunda Guerra Mundial atestiguaron la gran destrucción en la ciudad de Eindhoven y también del estadio mismo. Debido a esto fue reparado, culminando en la extensión del estadio a la capacidad 22 000 espectadores en 1958. Las últimas remodelaciones en 1995 y 2000 condujeron a su capacidad actual de 35 000 asientos.
El récord oficial de público en el estadio fue de 34 700 espectadores, el 23 de octubre de 2005, en un clásico entre PSV y Ajax.
El Philips Stadion fue una de las sedes de la Eurocopa 2000 la que fue organizada en conjunto por Países Bajos y Bélgica, y está clasificado como estadio de cuatro estrellas por la UEFA, lo que significa que puede ser utilizado como lugar y anfitrión para una final de la UEFA Europa League. La UEFA lo eligió de hecho para la final de 2006, disputada entre el Sevilla Fútbol Club y el Middlesbrough Football Club.
En el año 2023, la UEFA, selecciona al Philips Stadion como sede de la final de la Liga de Campeones Femenina de la UEFA de ese mismo año.  Final disputada entre el FC Barcelona y el Wolfsburgo, con triunfo del equipo español por un 3-2, luego de ir perdiendo 0-2 al descanso.

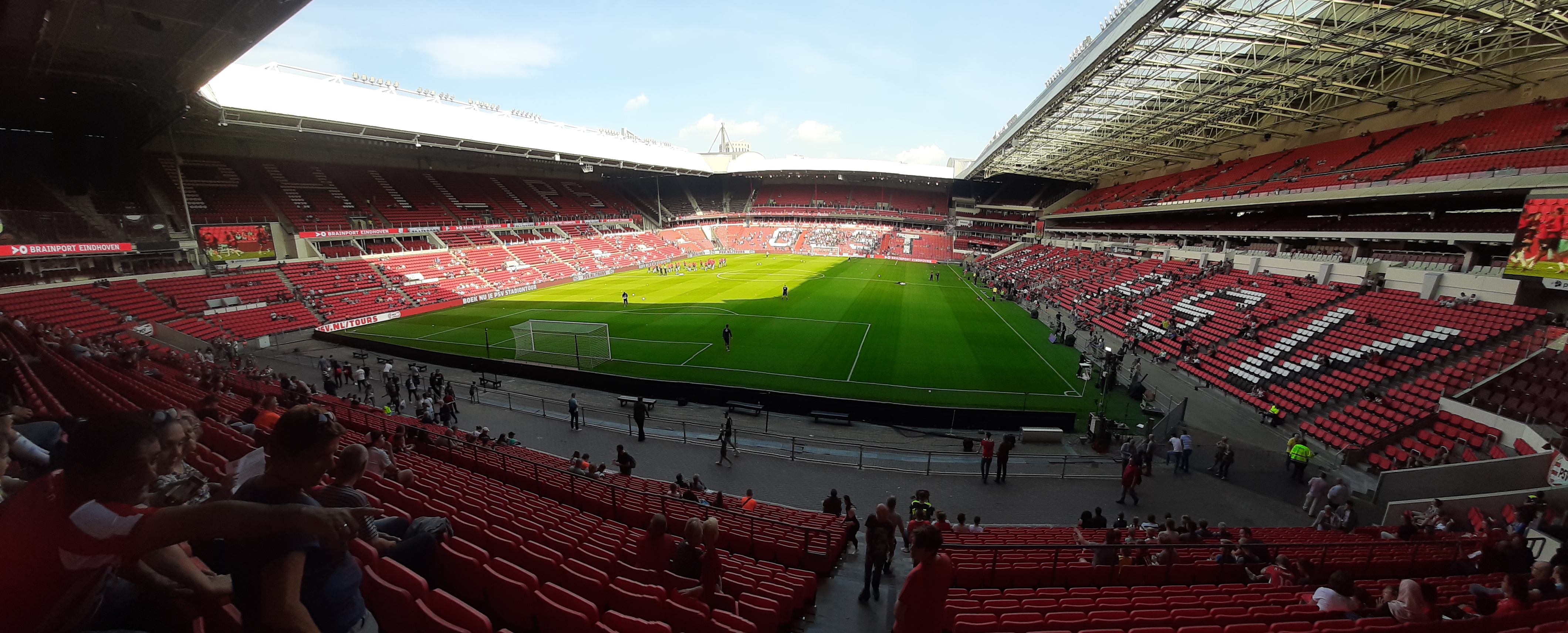
Imagen panorámica del estadio.

## Eventos

### Eurocopa 2000
El estadio albergó tres partidos de la Eurocopa 2000.
| Fecha               | Equipo #1 | Resultado | Equipo #2  | Ronda                 | Espectadores |
| ------------------- | --------- | --------- | ---------- | --------------------- | ------------ |
| 12 de junio de 2000 | Portugal  | 3–2       | Inglaterra | Primera fase, Grupo A | 33.000       |
| 15 de junio de 2000 | Suecia    | 0–0       | Turquía    | Primera fase, Grupo B | 24.500       |
| 19 de junio de 2000 | Italia    | 2–1       | Suecia     | Primera fase, Grupo B | 25.000       |